# Història de l'estructura de l'exèrcit romà

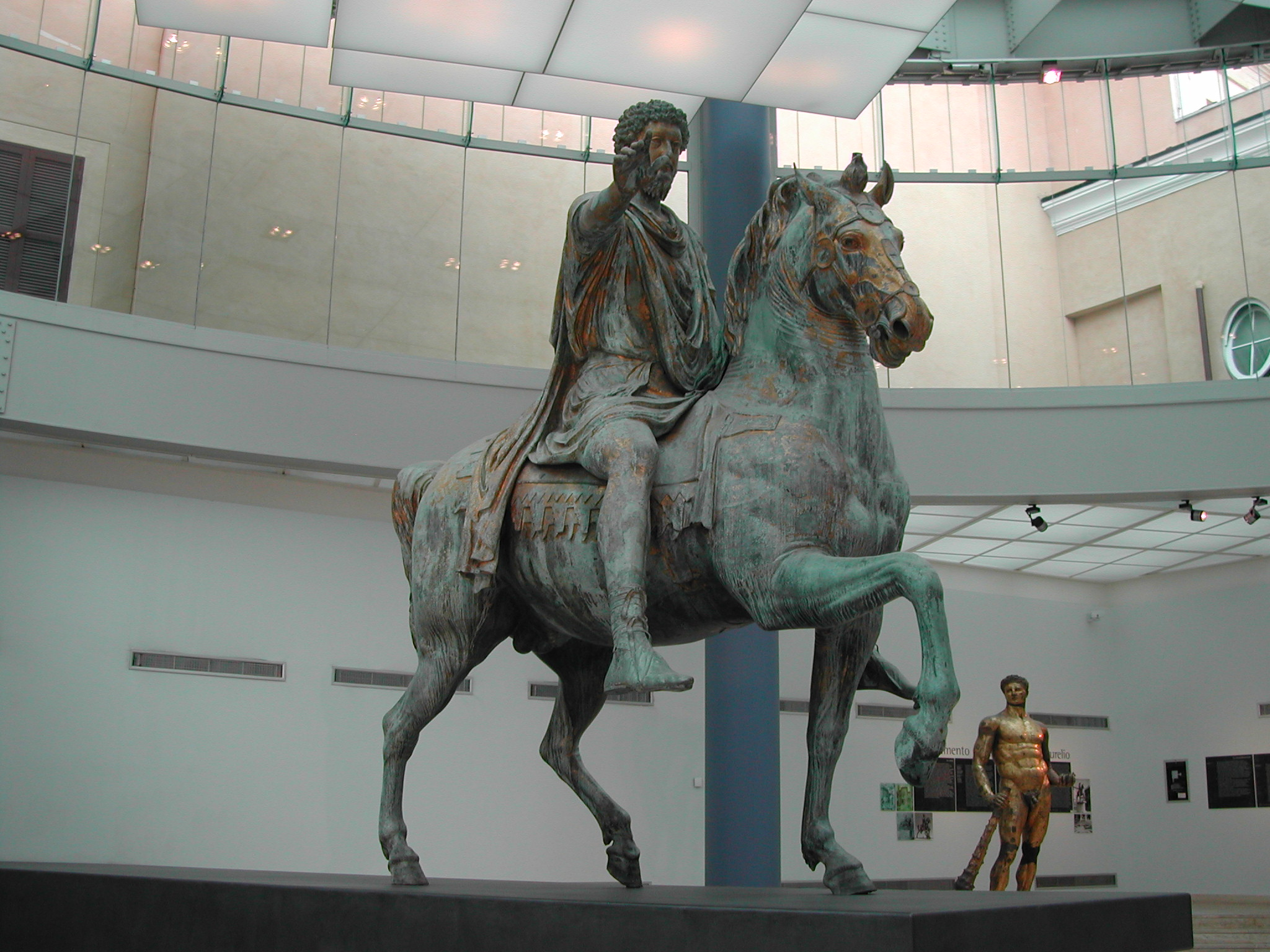
Estàtua eqüestre de l'emperador Marc Aureli als Museus Capitolins de Roma

La història de l'estructura de l'exèrcit romà recull els principals canvis en l'organització i la constitució de les forces armades de l'antiga Roma, que han estat descrites com «la institució militar més eficaç i duradora de la història». Entre els seus orígens cap al 800 aC i la caiguda de l'Imperi Romà d'Occident el 476, l'organització militar de Roma experimentà canvis estructurals de gran envergadura. Al nivell més alt, les forces es dividien en un exèrcit i una marina, tot i que aquestes dues branques estaven menys diferenciades que en les forces de defensa nacional modernes. Els graus més alts de l'exèrcit i la marina patiren canvis estructurals com a resultat de reformes militars positives i la seva evolució estructural orgànica. Aquests canvis es poden dividir en quatre fases distintes.
Després d'un període protohistòric del qual no hi ha informació escrita, l'estructura de l'exèrcit romà pot generalitzar-se a través d'una sèrie de fases històriques. Inicialment, l'exèrcit romà consistia en unes lleves anuals de ciutadans que prestaven el servei militar com a part dels seus deures envers l'estat. Durant aquest període l'exèrcit romà es va enfrontar principalment a adversaris locals en campanyes estacionals.
A mesura que els territoris controlats per Roma s'anaven expandint, i a mesura que la grandària de les ciutats s'incrementava, els exèrcits de l'antiga Roma van anar a poc a poc professionalitzant-se i es va assalariar els seus soldats. Com a conseqüència, els serveis militars dels nivells més baixos de la societat es van anar fent cada vegada a més llarg termini. Les unitats militars d'aquest període eren molt homogènies i estaven molt regulades. L'exèrcit consistia en unitats d'infanteria romana conegudes com a legions, així com tropes aliades formades per ciutadans no romans conegudes com a tropes auxiliars (auxilia). Aquesta última se solia usar perquè proveís a l'exèrcit d'infanteria lleugera o de cavalleria, formant les legions el nucli d'infanteria pesant.
En la tercera fase del desenvolupament militar de Roma, les forces estaven encarregades de mantenir i assegurar les fronteres de les províncies sota control romà, així com de la mateixa Itàlia. Les amenaces estratègiques de l'època eren en general menys serioses en aquest període, i l'èmfasi es va posar en la preservació del territori guanyat. L'exèrcit va evolucionar a la nova situació i es va tornar més depenent de les guarnicions estables, i menys en els campaments itinerants i les operacions de camp contínues.
En la fase final de l'exèrcit romà, el servei militar va continuar sent assalariat i professional per a les tropes regulars. No obstant això, la tendència a emprar aliats o tropes mercenàries es va expandir fins al punt que aquestes van acabar representant una proporció molt substancial de les forces de Roma. Alhora, la uniformitat de l'estructura que presentava l'exèrcit romà en èpoques anteriors va desaparèixer: els soldats de l'època variaven des d'arquers muntats i molt poc armats a la infanteria pesant, en regiments d'una grandària i qualitat molt varibale. Això va ser acompanyat d'una importància cada vegada major de la cavalleria enfront de la infanteria, així com una recuperació de la importància de la mobilitat.

## Forces tribals (800 aC – 578 aC)
El primer exèrcit romà esmentat en els escrits és descrit per fonts molt més tardanes, en concret per Titus Livi i Dionís d'Halicarnàs que remunten vuit segles enrere. Sovint es fa referència a aquest exèrcit com l'exèrcit curiat de Roma, nom que procedeix de les subdivisions de l'exèrcit basades en les tres tribus fundadores de la ciutat (en llatí: curiae). L'exèrcit era relativament petit, i les seves activitats es limitaven principalment als saquejos i robatoris de bestiar amb escaramusses ocasionals.
No tenia del professionalisme i l'organització de posteriors exèrcits romans, com que les unitats i regiments eren probablement compostos per divisions per tribus o per gens. L'exèrcit estava compost d'infanteria des dels seus començaments en algun moment del primer mil·lenni aC, mentre que la cavalleria (coneguda com els celeres o, literalment, els ràpids) no es formaria, segons la tradició (molt discutida, d'altra banda), fins als temps de Ròmul i Rem.
Durant aquesta època, Roma era probablement un poble fortificat a dalt d'un turó, i el seu exèrcit es podria aproximar al típic grup de guerrers de l'edat del bronze, liderats pel cap de la tribu. Moltes de les armes i armadures d'aquest període eren molt similars a la resta de la cultura de Villanova, que era la predominant a la regió. Els dissenys de les espases, per exemple, eren molt similars a les utilitzades per altres poblacions d'aquesta època.
L'exèrcit (legio en llatí) d'aquest període consistia, segons Titus Livi, en exactament 3.000 soldats d'infanteria i 300 de cavalleria. Cadascuna de les tres tribus fundadores n'havia d'aportar un terç. No obstant això, Livi és molt posterior als fets descrits, que unit a l'exactitud matemàtica d'aquestes xifres, les converteix en poc fiables. En el que coincideixen la majoria dels historiadors moderns és en què la pràctica totalitat de l'exèrcit la formaven els soldats a peu o pedites. Possiblement es tractava d'una infanteria homogènia armada amb javelines. La cavalleria (en llatí, Celeres), era molt menys nombrosa, i segurament composta pels nobles benestants de la ciutat.
A l'entrada del segle vii aC, els etruscs (en llatí, etrusci), durant l'edat del ferro, constituïen la civilització predominant al Laci. Com tants altres pobles de la regió, els romans van guerrejar amb els etruscs per conservar la seva independència i van ser derrotats. A final de segle els etruscs van conquerir Roma i van establir una dictadura militar o un regne a la ciutat.

## Hoplites de model etrusc (578 aC – 510 aC)

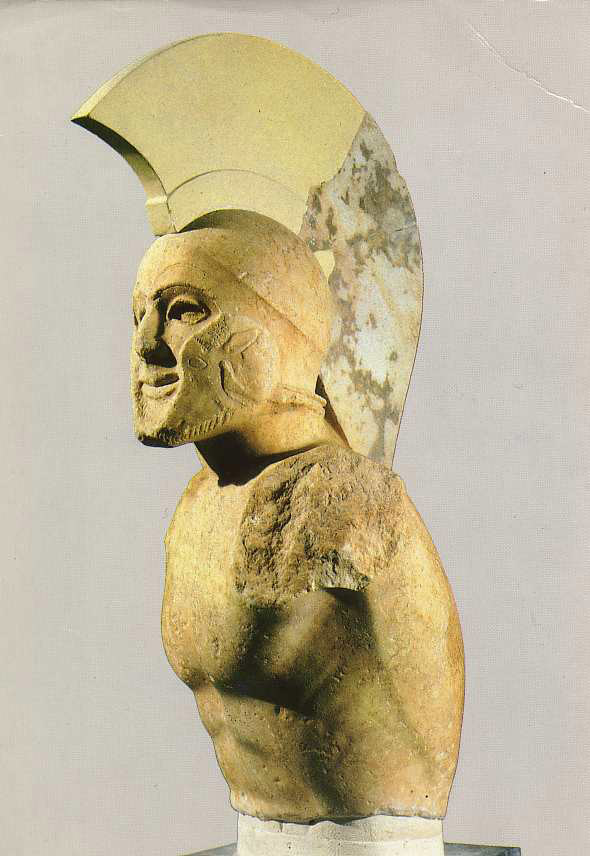
Escultura d'un hoplita de l'antiga Grècia. En aquest tipus de soldats es basava la primera classe d'infanteria desenvolupada per Roma (Segle V aC).

Tot i que algunes fonts romanes, incloent-hi Titus Livi i a Polibi, parlen als seus relats de l'exèrcit romà de l'època de la monarquia romana (període que va seguir la captura de Roma pels etruscs), cap d'elles són fonts contemporànies als fets. Polibi, per exemple, escrivia uns tres cents anys després dels esdeveniments que relata, i Titus Livi se situa cronològicament uns cinc cents anys més tard als fets. Addicionalment, els registres i documents que puguin ser redactats pels romans al llarg d'aquesta època van ser destruïts quan la ciutat va ser saquejada pels gals, de manera que les fonts no poden ser tan fiables en aquest període com ho són en la història militar posterior a la Primera Guerra Púnica. Per tots aquests motius, gran part de la història d'aquest període es considera apòcrifa.
D'acord, però, als escrits que han perdurat fins al dia d'avui, els tres reis de Roma a l'època de l'ocupació etrusca van ser: Tarquini Prisc, Servi Tul·li i Tarquini el Superb. Durant aquesta època, l'exèrcit va passar per una reforma cap al model centurial, basat en la classe socioeconòmica. Aquesta reforma s'atribueix tradicionalment a Servi Tul·li, segon dels reis etruscs, qui hauria dut a terme el primer cens de tots els ciutadans romans. Livi diu que Tul·li va reformar l'exèrcit en trasplantar-hi la nova estructura dissenyada originalment per a la vida civil com a resultat del cens. Entre altres motius, el servei militar era considerat en aquest temps una responsabilitat cívica i una forma de millorar l'estatus social dins de la societat romana.
En qualsevol cas, les classes socials romans no van ser creades pel cens, sinó que més aviat van ser qualificades per ell. Seria per tant una mica més exacte dir que, en lloc de ser reformada, l'estructura militar de l'època va ser més ben definida: la qualificació com a ciutadans de «primera classe» (aquells qualificats per servir militarment com a infanteria pesant) a aquells amb actius per valor de 100.000 o més asos (la moneda de l'època), no altera el fet que abans d'aquesta qualificació els ciutadans més pobres no haguessin estat capaços de pagar les armes i l'armadura necessàries per servir com a infanteria pesant.
Els relats també diuen que l'exèrcit va duplicar la seva grandària en aquest moment, passant d'estar format de 3.000 homes a 6.000, que al seu torn es va dividir en 60 centúries de 100 homes cada una. L'exèrcit estava compost per una sèrie de tropes diferents basades en les classes socials dels ciutadans propietaris, coneguts col·lectivament com a assidui. Tots, des dels ciutadans més pobres pertanyents a la «cinquena classe» fins als més rics de la «primera classe» i amb l'ordre eqüestre, per sobre de tots ells, estaven obligats a complir el servei militar.
És important fer un incís per assenyalar que els ciutadans romans d'aquesta època normalment veien el servei militar com un honrós deure envers l'estat. Aquesta visió contrastaria amb el servei militar en temps posteriors, quan ja es percebia com una càrrega desagradable i costosa. Mentre que existeixen relats de romans del Baix Imperi que van arribar a mutilar-se per evadir el servei militar, sembla que no existien aquests problemes al començament de la història de Roma. Això, en part, pot ser degut a la menor intensitat dels conflictes en aquesta època, i en part també al fet que solien lluitar prop de les seves pròpies terres i llars, i que fins i tot sovint la seva lluita era per tal de protegir aquestes possessions. També podia ser degut, com apunten alguns dels últims escriptors romans, a l'existència d'un major esperit marcial en l'antiguitat.
L'ordre eqüestre, els plebeus benestants, servia com cavalleria muntada (d'aquí el seu nom). La primera classe, composta pels ciutadans més rics, servia com a infanteria pesant amb espases i llargues llances (amb certa semblança als hoplites), i ocupava la primera línia de batalla. La segona classe anava armada de forma similar a la primera, però sense un peto que els protegís el tors, i amb un escut oblong en lloc de rodó. Es col·locava just darrere de la primera en formació de batalla.
Les classes tercera i quarta tenien un armament més lleuger que les altres dues, i portaven una llança i diverses javelines per atacar a distància. Normalment es col·locaven darrere de la segona classe, per donar suport amb les seves armes llancívoles. Finalment, els ciutadans de la cinquena classe eren massa pobres per permetre's molt equipament, pel que anaven armats com fustigadors, amb fones i pedres. Es col·locaven a manera de pantalla per davant de l'exèrcit principal, del qual cobrien la seva aproximació i ocultaven les seves maniobres.
Quedava, però, una darrera classe que no figurava ni en el cens, composta per aquells homes sense propietats, que eren exclosos de les classes socials dels assidui, i se'ls eximia del servei militar a causa que eren massa pobres per a portar cap tipus d'equipament militar. No obstant això, en les situacions més complicades fins i tot aquesta classe, els proletarii, eren cridats al servei, tot i que el seu valor militar era probablement molt qüestionable. Les tropes d'aquestes classes lluitarien juntes al camp de batalla, amb l'excepció de les tropes més veteranes, a les quals s'encarregaven de la protecció de la ciutat.

## Legió manipular (509 aC – 217 aC)
L'exèrcit de començaments de la República Romana va continuar evolucionant, i si bé va existir una certa tendència entre els romans d'atribuir els canvis a grans reformistes, el més probable és que aquests canvis fossin producte d'una lenta evolució i no tant d'una política singular i deliberada de reforma.
Durant aquest període es denominava legió la formació militar composta per uns cinc mil homes. No obstant això, en contrast amb posteriors formacions legionàries que estarien compostes exclusivament per infanteria pesant, les legions de començaments i mitjans de la República estaven compostes per una barreja d'infanteria lleugera i pesant.
Per referir-se a aquest tipus de legió s'utilitza el terme exèrcit manipular. El motiu d'aquest terme és marcar el contrast existent entre aquesta legió basada en unitats de 120 homes anomenats manípuls, i els posteriors exèrcits legionaris de l'Imperi, basats en el sistema de cohorts. L'exèrcit manipular estava basat parcialment en el sistema de classes socials i parcialment en l'edat i experiència militar dels soldats. Representa, per tant, un pas intermedi teòric entre els anteriors exèrcits basats en la classe social i els exèrcits posteriors, on l'estat social serà irrellevant. A la pràctica, fins i tot els esclaus van arribar a ser cridats per formar part de l'exèrcit de la República quan va arribar a ser necessari.

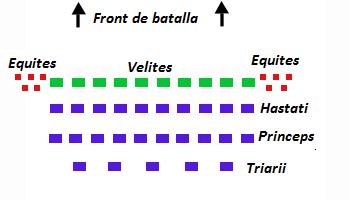
Disposició de la legió manipular en el camp de batalla.

L'exèrcit manipular va rebre el seu nom per la forma en què es col·locava la infanteria pesant. Els manípuls eren unitats de 120 homes que pertanyien a una mateixa classe d'infanteria. Eren prou petits per permetre el moviment tàctic d'unitats d'infanteria individuals en el camp de batalla i dins el marc d'un exèrcit més gran.
Els manípuls s'organitzaven en tres línies diferents de batalla (en llatí, triplex acies) basades cadascuna en un tipus d'infanteria pesant: hastats, princeps i triaris.
- La primera classe, els hastati, formaven en primera línia de batalla: Es tractava de soldats d'infanteria coberts amb armadures de cuir, cuirasses i cascs adornats amb tres plomes d'aproximadament de 30 centímetres d'alçada. Portaven un escut de fusta, reforçat amb ferro, que mesurava quatre peus (uns 120 cm) i tenia forma de rectangle convex. Brandaven una espasa anomenada gladius i dues llances llancívoles conegudes com a pila (un pesat pílum i una javelina més petita).[21]
- La segona classe, els princeps, formaven habitualment la segona línia de soldats en la formació de batalla. Eren soldats d'infanteria pesant, armats i protegits com els hastati, exceptuant que utilitzaven una cota de malla més lleugera en lloc d'una cuirassa sòlida.[21]
- Els triaris, que formaven habitualment la tercera fila quan l'exèrcit es col·locava en ordre de batalla, eren els últims romanents de soldats d'estil hoplita en l'exèrcit romà. Les seves armes i armadura eren similars a les dels princeps, amb l'excepció que la seva arma principal era una pica en lloc de les dues piles.[21]

En la legió manipular estàndard es podien trobar 1.200 hastati, 1.200 princeps i 600 triaris. Les tres classes d'unitats podrien haver mantingut algun paral·lel amb les divisions socials en la societat romana però, almenys de forma oficial, la pertinença a cadascuna de les tres línies es basava en l'edat i experiència del soldat, i no tant en la classe social. Els homes més joves i novells servirien en l'exèrcit com hastati, els homes una mica més formats i amb experiència militar serien princeps, i les tropes més veteranes d'edat més avançada formarien la línia de triaris.
La infanteria pesant dels manípuls era al seu torn recolzada per les tropes d'infanteria lleugera (vèlits) i de cavalleria (en llatí, equites), normalment 300 homes a cavall per legió manipular. La cavalleria la formava en principi la classe més rica de l'ordre eqüestre, però a vegades s'aconseguia cavalleria i infanteria lleugera addicional dels aliats llatins de la resta de la península Itàlica. Els equites seguien pertanyent a les classes més riques de la societat romana.
Hi havia, finalment, una classe addicional de tropes que rebien el nom en llatí d'accensi o adscripticii. Més endavant també van ser denominats supernumerarii. Es tractava de tropes que seguien a l'exèrcit sense un rol material específic, i que se situaven darrere dels triaris. La seva principal funció era suplir les baixes que es poguessin produir en els manípuls, tot i que també podien haver servit de forma ocasional com missatgers dels oficials.
La infanteria lleugera de 1.200 velits consistia en tropes fustigadores sense armadura que procedien de les classes socials més baixes i dels soldats més joves. Estaven armats amb una espasa i una rodella de tres peus (uns 90 centímetres) de diàmetre, a més de diverses javelines lleugeres de fusta també d'uns tres peus de llarg i amb una punta metàl·lica estreta d'uns 25 centímetres. El nombre d'aquestes tropes s'incrementava amb la inclusió d'infanteria lleugera aliada i els irregulars rorarii (tropes semblants als accensi).
El reclutament efectuat el 403 aC va ser el primer que va ser realitzat per una campanya més llarga que una simple estació, i des d'aquest moment la pràctica es va anar tornant cada vegada més comuna, fins al punt d'arribar a ser habitual.
Quant a les forces armades navals, hi va haver una petita armada que va operar a baix nivell després de la Segona Guerra Samnita, i que es va veure incrementada de forma massiva durant aquest període. Va expandir des del que seria una simple patrulla fluvial i costanera fins a la mida d'una veritable unitat marítima. Després d'un període de construcció frenètica deguda a la Primera Guerra Púnica, l'armada va créixer fins a una grandària de més de quatre cents naus realitzades sota el disseny naval cartaginès. Un cop completada, aquesta flota va poder arribar a albergar fins a 100.000 mariners i tropes embarcades per a la batalla.
L'armada es va reduir en grandària en els anys posteriors. Això, en part, va tenir lloc perquè la pacificació del Mediterrani va fer que no fos necessari dur a terme una política militarista naval, i en part, també es va produir perquè els romans van triar confiar en aquest període en les naus que aportaven les ciutats gregues, els seus habitants tenien una major experiència marítima.

## Proletarització de la infanteria (217 aC – 107 aC)
Les extraordinàries exigències militars de les guerres púniques, juntament amb la manca de mà d'obra, van posar en evidència les debilitats tàctiques de la legió manipular, almenys a curt termini. El 217 aC Roma es va veure obligada a ignorar els seus principis establerts que els seus soldats havien de ser ciutadans romans i propietaris, i es va veure en la necessitat d'enrolar als esclaus en el servei naval. A més, aproximadament el 213 aC, els requisits de propietat es van reduir dels 11.000 asos als 4.000. Tenint en compte que els romans preferirien utilitzar ciutadans lliures a esclaus en els seus exèrcits, deu assumir-se que, arribats a aquest punt, els proletarii, els ciutadans més pobres, també havien d'haver estat cridats al servei militar malgrat la seva incapacitat legal. Cap al 123 aC, els requisits financers per al servei militar van ser reduïts de nou, dels 4.000 asos a solament 1.500. En aquell temps, per tant, és clar que molts dels anteriors proletarii sense propietats haurien estat admesos nominalment en el grup dels adsidui.
Durant el segle ii aC, el territori de Roma va patir un descens demogràfic general, que en part es va deure a les importants pèrdues humanes incorregudes durant diverses guerres. Això es va veure al seu torn acompanyat per una sèrie de tensions socials i el gran col·lapse econòmic de les classes mitjanes que es van anar incorporant a les classes baixes del cens i als proletarii. El resultat va ser que tant la societat romana com el seu exèrcit va anar proletaritzant-se cada vegada més. L'estat romà es veia obligat a armar als seus soldats a costa de l'erari públic, ja que molts dels soldats que formaven les classes baixes s'havien empobrit fins a ser proletarii en tot excepte en el nom, i no tenien recursos per pagar el seu propi equipament.
D'altra banda, la distinció entre els hastati, els princeps i els triaris va començar a ser cada vegada més borrosa, possiblement pel fet que l'estat s'havia d'encarregar de proveir equipament estàndard a tots excepte les classes més altes, que eren els únics que es podien pagar el seu propi equipament. A l'època de Polibi, els triaris o els seus successors encara representaven una infanteria pesant diferent, armada amb un estil únic de cuirassa, però els hastati i els princeps s'havien tornat ja indistingibles els uns dels altres.
Finalment, la falta d'homes va portar a un increment considerable en la càrrega repartida entre els aliats (socii) quant a les seves aportacions de soldats, i quan els aliats habituals no van ser capaços de proveir Roma amb les quantitats i tipus de soldats requerits, els romans tampoc van posar pegues a contractar mercenaris per lluitar juntament amb les seves legions.

## La legió mariana (107 aC – 49 aC)

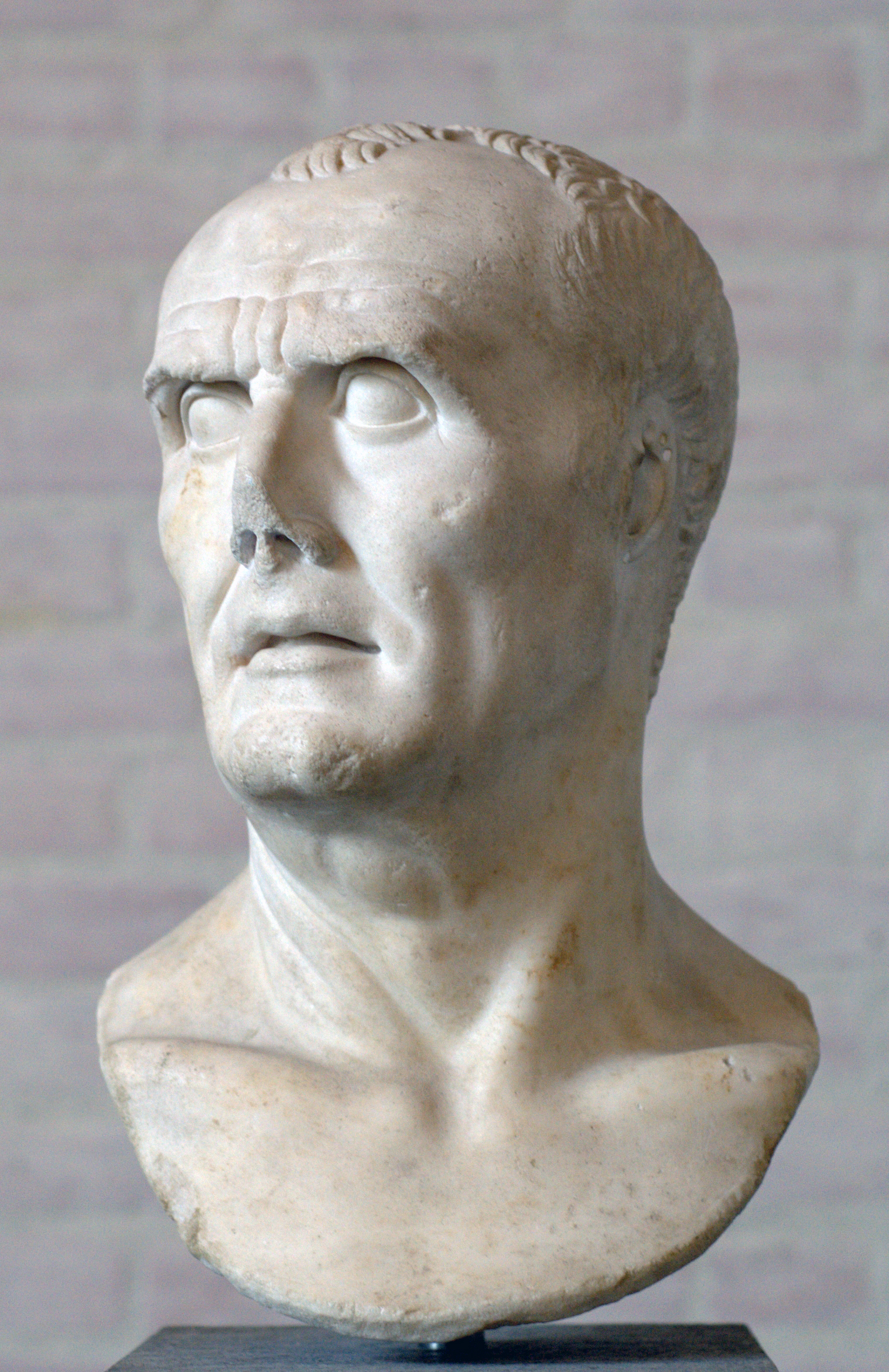
Bust de Gai Mari, instigador de les reformes de Mari

En un procés conegut com a reformes de Mari o reformes marianes, un cònsol romà anomenat Gai Mari va dur a terme un important programa de reformes en l'exèrcit de la república. El 107 aC tots els ciutadans, sense importar el seu nivell de riquesa o la seva classe social, van ser habilitats formalment per entrar en l'exèrcit romà. Aquest últim moviment va formalitzar i va concloure un procés gradual que s'havia anat forjant a través de diversos segles, mitjançant la reducció dels requisits econòmics per al servei militar.
La distinció entre hastati, princeps i triaris, que d'altra banda ja s'havia tornat molt borrosa, va ser oficialment eliminada, i es va crear la legió romana, l'estructura militar que és normalment recordava i representada. La infanteria legionària va passar a ser una força homogènia d'infanteria pesant composta per ciutadans romans. Cal tenir en compte que, en aquells dies, la ciutadania romana i la llatina s'havia anat expandint geogràficament per gran part d'Itàlia i de la Gàl·lia Cisalpina, de manera que en parlar de ciutadans romans el concepte abasta diferents poblacions ja romanitzades i no merament la ciutat de Roma.
La infanteria més lleugera, com els vèlits i els equites, va ser reemplaçada per tropes auxiliars (en llatí, auxilia) compostes per mercenaris o soldats que no eren ciutadans romans. A més, a causa de la concentració de les legions en una força d'infanteria pesant els exèrcits de Roma depenien de la cavalleria auxiliar que els donava suport. Com a necessitat tàctica, les legions eren acompanyades gairebé sempre per un nombre igual o major de tropes auxiliars més lleugeres, que al seu torn eren reclutades dels no ciutadans que vivien als territoris de l'imperi. L'única excepció en aquest període històric en què una legió va arribar a estar formada per soldats que no eren ciutadans romans va ser una legió d'imitació que va ser reclutada a la província de Galàcia.
Al contrari que en dates anteriors, els legionaris ja no lluitaven basant-se en campanyes estacionals per a la protecció de la seva terra. Per contra, ara rebien una paga fixa, i eren emprats per l'estat per una durada determinada. Com a conseqüència, el servei militar va passar a desplaçar-se a les classes més baixes de la societat romana, per als qui la paga assalariada de l'estat resultava un bon incentiu per allistar-se.
A través d'aquest procés de reformes, l'exèrcit va anar modificant la seva composició, de manera que les persones més pobres, i sobretot les d'origen rural, van passar a constituir un gran percentatge del total dels soldats. Una conseqüència desestabilitzadora d'aquest desenvolupament va ser que el proletariat va adquirir una posició més forta i elevada dins l'estat. No obstant això, aquesta professionalització de l'exèrcit era absolutament necessària si es volia poder establir guarnicions permanents a territoris recentment adquirits i tan distants com Hispania, la qual cosa no era possible sota les anteriors milícies estacionals de ciutadans.
L'historiador R. E. Smith apunta que hi va haver també la necessitat de reclutar legions addicionals en situacions d'emergència, amb la finalitat de repel·lir amenaces estratègiques específiques. Argumenta que això podria haver portat a crear dos tipus de legions diferents: d'una banda estarien les legions de llarga durada, establertes en les províncies i compostes probablement per tropes professionals que componien un exèrcit en peu de guerra. D'altra banda estarien les legions formades ràpidament, que estarien compostes per homes més joves amb poca o nul·la experiència militar, amb esperances d'aventura i botí. En qualsevol cas, no es coneix cap distinció quant a la paga bàsica, la disciplina o l'equipament entre aquests dos tipus de legió. La pràctica de les tropes veteranes d'enrolar voluntàriament en les noves legions podria haver significat que cap exèrcit es va compondre exactament d'un o altre d'aquests dos arquetips.
A la darreria de la República les legions estaven gairebé íntegrament formades per infanteria pesant. La principal subunitat de la legió era la cohort (en llatí cohors), formada per 480 homes d'infanteria. La cohort era molt més gran que l'anterior manípul, i estava dividida en sis centúries de 80 homes cadascuna. Al seu torn cada centúria es dividia en 10 «grups de tenda» (en llatí, contubernia) de 8 homes cadascun. Les legions comprenien també un petit cos, normalment d'uns 120 homes, de cavalleria legionària romana (en llatí, equites legionis). Els equites s'utilitzaven com exploradors i missatgers, i no com a veritable cavalleria de batalla, donada la inexistència aleshores d'estreps i cadires de muntar. Les legions també contenien un grup dedicat a l'artilleria d'una seixantena d'homes i que operaven les armes de setge com les balistes (en llatí, ballistae).
Cada legió anava acompanyada normalment d'un nombre aproximadament igual de tropes auxiliars d'aliades. Això va ser una formalització del que abans era una pràctica habitual, és a dir, l'ús de tropes lleugeres de llatins i altres aliats, que per llavors havien rebut la ciutadania romana després de la Guerra social. Les tropes auxiliars, a més, podien estar formades per diferents tipus de tropes:
- Cavalleria lleugera, coneguda com a alae.
- Infanteria lleugera auxiliar, coneguda com a cohors auxiliae.
- Unitats combinades amb ambdós tipus de soldats, conegudes com a cohors equitata.[40]

Les tropes de cavalleria incloïen els arquers a cavall (en llatí, sagittarii), la cavalleria de xoc (cataphractii o clibanarii) i la cavalleria armada amb llances (antesignani o lancearii). La infanteria podia anar armada amb arcs, fondes, llances llancívoles, espases llargues o llances. Les unitats auxiliars originalment eren dirigides pels seus propis caps i, en aquest període, la seva organització interna depenia dels seus comandants.
No obstant això, la deficiència més òbvia de l'exèrcit romà quedava la seva escassetat de cavalleria, especialment la pesant, fins al punt que fins i tot les unitats auxiliars estaven compostes principalment per infanteria. Luttwak comenta que les tropes auxiliars consistien en gran part d'arquers de Creta, foners balears i infanteria de Numidia, tots els quals lluitaven a peu. No obstant això, a mesura que les fronteres de Roma es van anar expandint, els seus adversaris van canviar de ser exèrcits basats en la infanteria a estar basats en la cavalleria, de manera que l'exèrcit romà va començar a trobar-se en un cert desavantatge tàctic, principalment a Orient.
Quant a l'armada d'aquest període, havia quedat molt reduïda després de les guerres púniques i el setge a l'antiga Grècia. En conseqüència, els pirates cilicis es van convertir en els veritables amos de la Mediterrània. A la fi del període republicà, en el context de les Guerres Mitridàtiques i la campanya de Pompeu Magne contra els pirates, es va escometre una profunda revitalització naval que va servir així mateix per fer front a nous requeriments: per exemple, Juli Cèsar va reunir una flota al canal de la Mànega per envair Britànnia. Finalment, durant la guerra civil posterior, es van arribar a construir o transformar per a l'ús militar des de les ciutats gregues un nombre proper al miler de naus.

## Reclutament de no ciutadans (49 aC - 27 aC)
Durant l'època de Juli Cèsar, les unitats regulars de legionaris van ser recolzades per noves unitats especials. En concret, es va dur a terme el reclutament dels explorators, un cos d'exploradors, i dels speculators, espies que tenia com a missió infiltrar-se als campaments enemics.
D'altra banda, i a causa de les exigències de la guerra civil, es va prendre la mesura extraordinària de reclutar legions de no ciutadans. Juli Cèsar ho va fer en la Gàl·lia Transalpina, Pompeu ho va fer en La Farsàlia i Marc Juni Brut a Macedònia. És important precisar que aquest reclutament va tenir un caràcter irregular i extraordinari i que no va ser, però, un reclutament típic d'aquest període. La llei romana va seguir exigint oficialment que les legions estiguessin compostes exclusivament per ciutadans romans.

## Les legions imperials i la reforma de les tropes auxiliars (27 aC - 75)

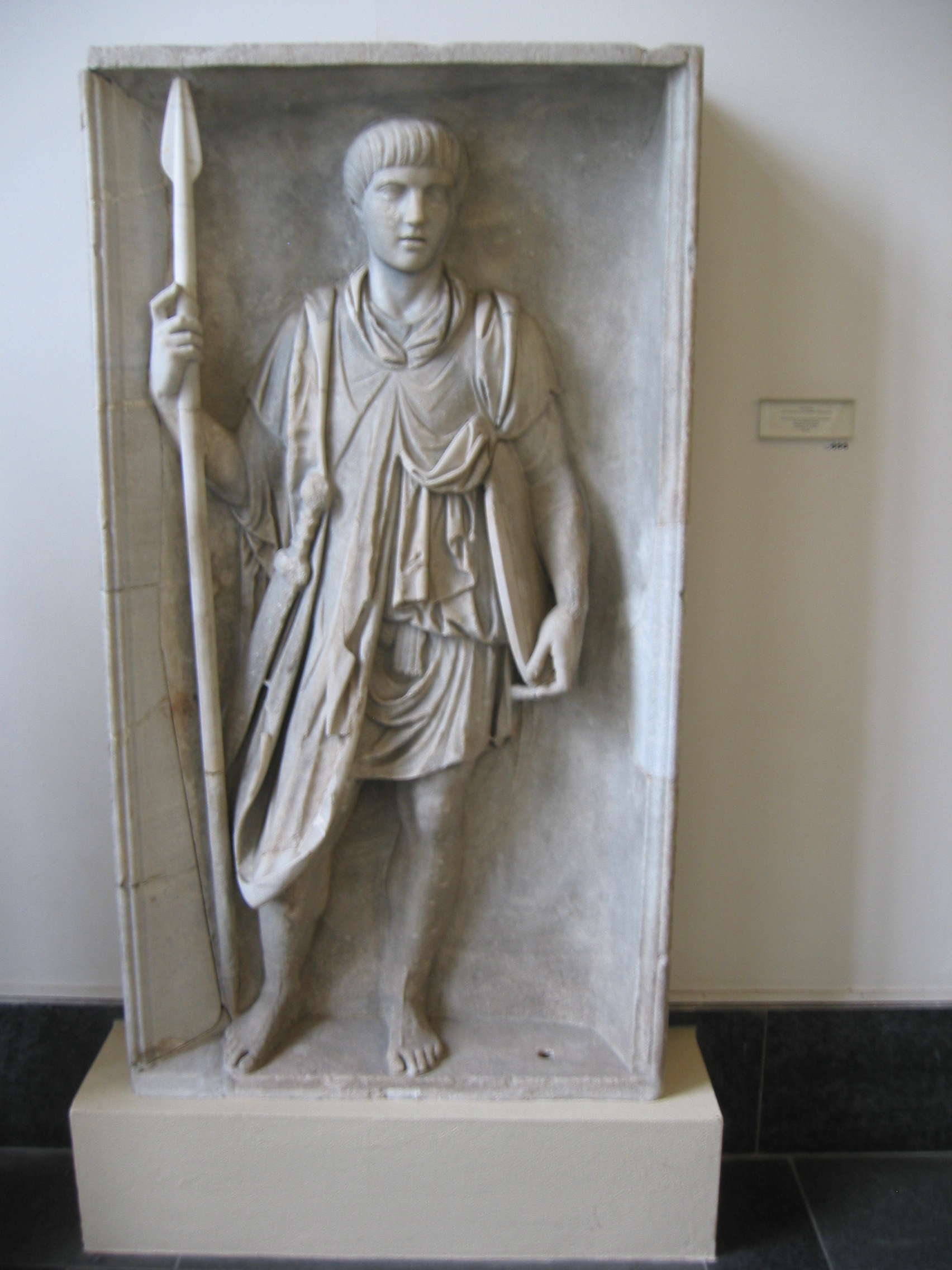
Baix relleu representant a un legionari romà sense la indumentària de combat, aproximadament del.

A la finalització de la Tercera Guerra Civil la principal preocupació en matèria militar del nou emperador o princeps, August, va ser evitar que els generals romans continuessin usurpant el poder des del seu càrrec militar. L'experiència de Juli Cèsar i, anteriorment, de Mari i Sul·la, havia demostrat com les legions que havien estat reclutades per causes d'emergència estaven formades per soldats la lleialtat de la qual era exclusiva cap al seu general, que els proveïa dels salaris, el botí i les terres per a la seva jubilació. Per això, les tropes depenien gairebé en exclusiva del seu general, i no tant de la República de Roma ni del Senat, la qual cosa suposava de fet que li solien donar suport encara que aquest es girés contra el poder establert (així havia passat amb Sul·la, quan es va dirigir contra Roma, i quan Cèsar va travessar el Rubicó). August va eliminar la necessitat de reclutar exèrcits d'emergència mitjançant l'increment de la grandària dels exèrcits regulars perquè n'hi haguera suficients com per defensar el territori de l'imperi adequadament.
Possiblement per motius similars, a més de les existents legions i tropes auxiliars, August va crear una nova formació de guàrdies d'elit dedicades a la protecció de l'emperador. La primera d'aquestes unitats va tenir la seva base a Roma, i va ser coneguda com a Guàrdia Pretoriana. Una altra formació similar va rebre el nom de cohort urbana.
Les legions, que havien estat una barreja de soldats professionals i civils, van ser modificades per esdevenir un exèrcit permanent compost només per soldats professionals. D'altra banda, l'estructura de cohorts va romandre molt semblant al que havia estat des del final de la república, tot i que al segle i es va duplicar la mida de la primera cohort de cada legió fins a un total de 960 soldats. No obstant això, tot i que l'estructura de les legions va romandre molt semblant, la seva forma de creació va ser alterada de forma gradual. Mentre que les legions republicanes havien estat reclutades mitjançant lleves sobre els ciutadans romans aptes per a l'elecció, les legions imperials van ser reclutades només a partir de voluntaris, però a partir d'un conjunt de ciutadans molt més ampli. Les legions republicanes s'havien reclutat gairebé en exclusiva a Itàlia, mentre que les legions de començaments de l'edat imperial obtenien la major part dels seus recursos a partir de les poblacions de les colònies romanes a les províncies des de l'any 68 i endavant. Una estimació col·loca la proporció de tropes italianes en un 65% a l'època d'August, aproximadament al començament del mil·lenni. No obstant això, la xifra cau fins al voltant del 49% a final del regnat de Neró.
Atès que les legions estaven oficialment obertes només a ciutadans romans, Cary i Scullard argumenten que almenys en algunes províncies en aquella època es van veure obligades reclutar molts provincians que no tenien veritablement la ciutadania romana, però que la van rebre de forma no oficial al moment del reclutament, pràctica que s'incrementaria al llarg del segle ii. Això és més probable en aquelles províncies on la població de ciutadans romans no era prou gran per a cobrir les necessitats de reclutament de l'exèrcit com, per exemple, a Britànnia, on segons una estimació, només hi hauria uns 50.000 ciutadans romans al segle I quan el total de la població total de la província era de dos milions.
Al mateix temps, l'estructura de les legions va realitzar reformes i va patir algunes transformacions de certa envergadura. Els auxiliars van ser reorganitzats, i un nombre de tropes aliades van ser formalitzades en unitats permanents similars a les legions. D'altra banda, en lloc de ser reclutats de manera reactiva, quan era necessari, les tropes auxiliars van començar a ser formades de forma prèvia als conflictes, i d'acord amb els objectius anuals. A més, mentre que en èpoques anteriors l'organització interna dels auxiliars havia estat deixada a càrrec dels seus comandants, a començaments de l'imperi van ser organitzades en unitats estandarditzades conegudes com a turmae, si bé no van arribar a estar estandarditzades en el seu equipament de la mateixa manera que les legions, i sovint mantenien certes característiques de la nació de la qual procedien.
La grandària de les unitats, almenys, sí que va ser en part estandarditzada. La cavalleria podia formar bé un ala quingenaria de 512 cavallers, o en una ala millaria de 1.000 i la infanteria auxiliar podia estar formada per una cohors quingenaria de 500 homes o per una cohors millaria de 1.000. Les unitats compostes conjuntament per cavalleria i infanteria se solien formar en una proporció més alta de soldats a peu que a cavall: la cohors equitata quingenaria consistia en 380 homes a peu i 120 a cavall, i la cohors equitata millaria consistia en 760 a peu i 240 a cavall.
La vitalitat de l'Imperi en aquest punt era tal que la utilització d'auxilia natius en l'exèrcit romà aparentment no barbaritzà l'exèrcit, com en canvi alguns estudiosos diuen que va ocórrer en el baix imperi. Per contra, aquells que servien com auxiliars durant aquest període sovint buscaven romanitzar-se ells mateixos. Se'ls garantia l'adquisició de la ciutadania romana a la finalització del servei, la qual cosa els aportava una sèrie d'avantatges socials, quedant els seus fills en posició de ser elegibles per formar part de les legions.
Com amb l'exèrcit, a l'armada també es van reclutar molts no italians, en part perquè els romans mai havien estat molt preparats per a la vida marítima. Sembla que l'armada era considerada lleugerament menys prestigiosa que les tropes auxiliars, però, igual que en aquestes últimes, les tropes podien guanyar la seva ciutadania en passar a la reserva. En termes d'estructura, cada navili estava tripulat per un grup d'homes que equivalia aproximadament a una centúria, i deu navilis conformaven un esquadró naval. Després de la derrota d'Antoni, la flota romana es va dividir en dues bases principals: Misenum i Ravenna.

## Introducció de lesvexillationes(76 – 117)

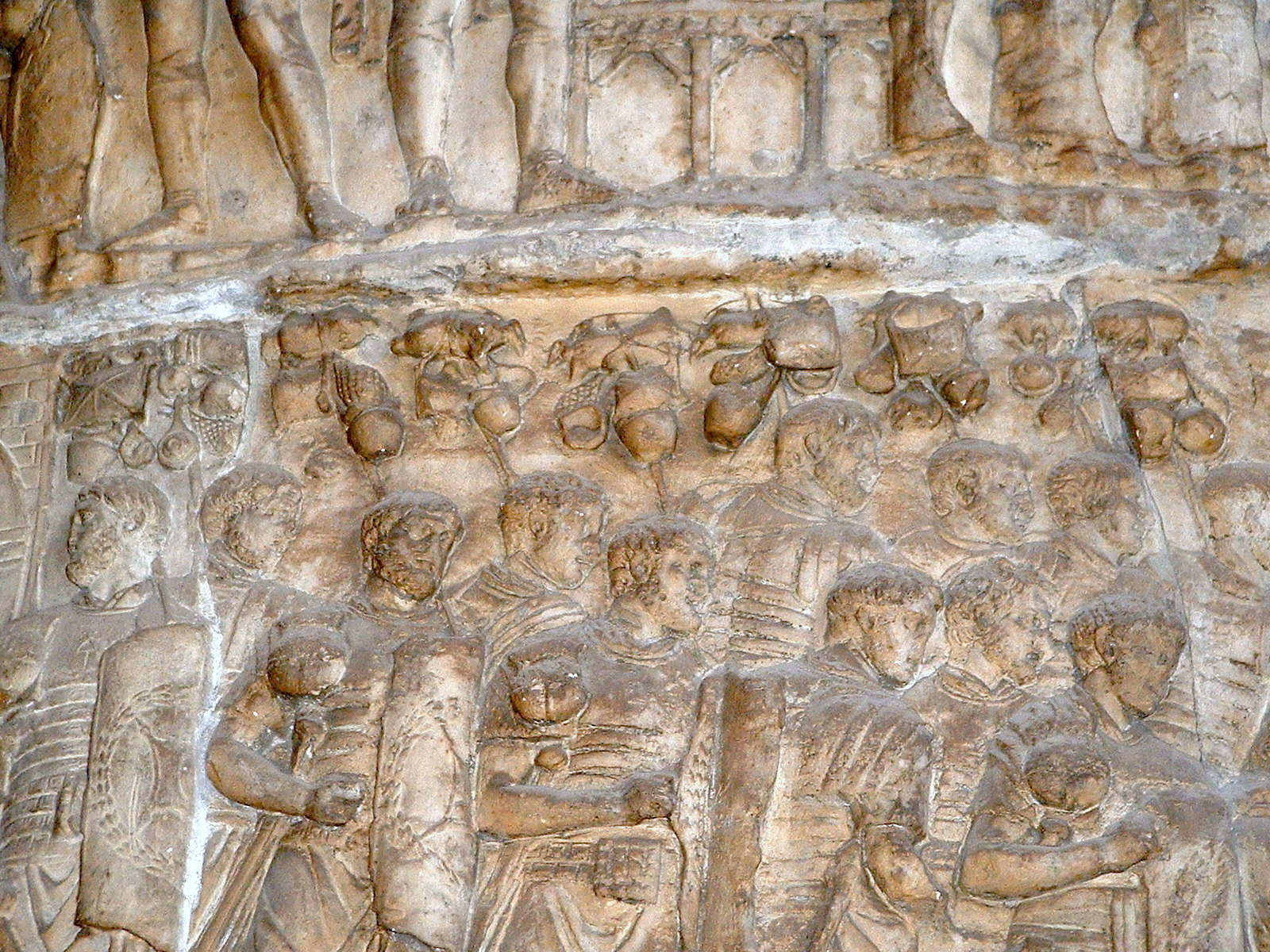
Soldats romans de principis del representats en la columna de Trajà.

Al final del segle i les legions seguien sent l'espina dorsal de l'exèrcit romà, tot i que les auxiliars, de fet, superaven gairebé en un 50% el nombre de legionaris. D'altra banda, i pel que fa a la composició interna de les legions, el nombre de soldats reclutats dins de la península Itàlica també va caure de forma gradual des de l'any 70. Al final del segle, la proporció de ciutadans procedents d'Itàlia havia caigut fins al 22%, la resta eren soldats procedents de les províncies conquerides. Tenint en compte que tècnicament només els ciutadans romans tenien dret a enrolar-se en les legions, es creu que per motius de necessitat i en alguns casos en què els reclutes no posseïen aquesta «simplement els la van atorgar al moment de l'allistament».
Per aquesta època els límits de l'Imperi s'havien mantingut relativament fixos sota el govern de l'emperador Trajà. Com a conseqüència, l'exèrcit es va responsabilitzar cada vegada en major grau de la protecció de les fronteres existents en lloc d'expandir-se cap a altres territoris, al contrari del que havia succeït en les èpoques anteriors. El resultat va ser que les legions van començar a estacionar-se en ubicacions molt estables. Tot i que legions senceres a vegades eren transferides a territoris en guerra, romanien molt de temps de forma estacionària en una o més bases legionàries a la província i es van dividir en grups més petits de tropes (en llatí, vexillationes) segons es requerís. Aquesta política va ser el començament del qual en èpoques posteriors suposaria la divisió de les forces militars terrestres, al baix imperi, en les tropes mòbils i estacionàries. En general, les millors tropes eren enviades com vexillationes, i la resta, de pitjor qualitat, romanien per a la protecció de les defenses frontereres. Possiblement entre les que es quedaven a la zona hi havia els soldats ferits i aquells altres pròxims a la seva jubilació.

## Barbarització de l'exèrcit (117 – 253)

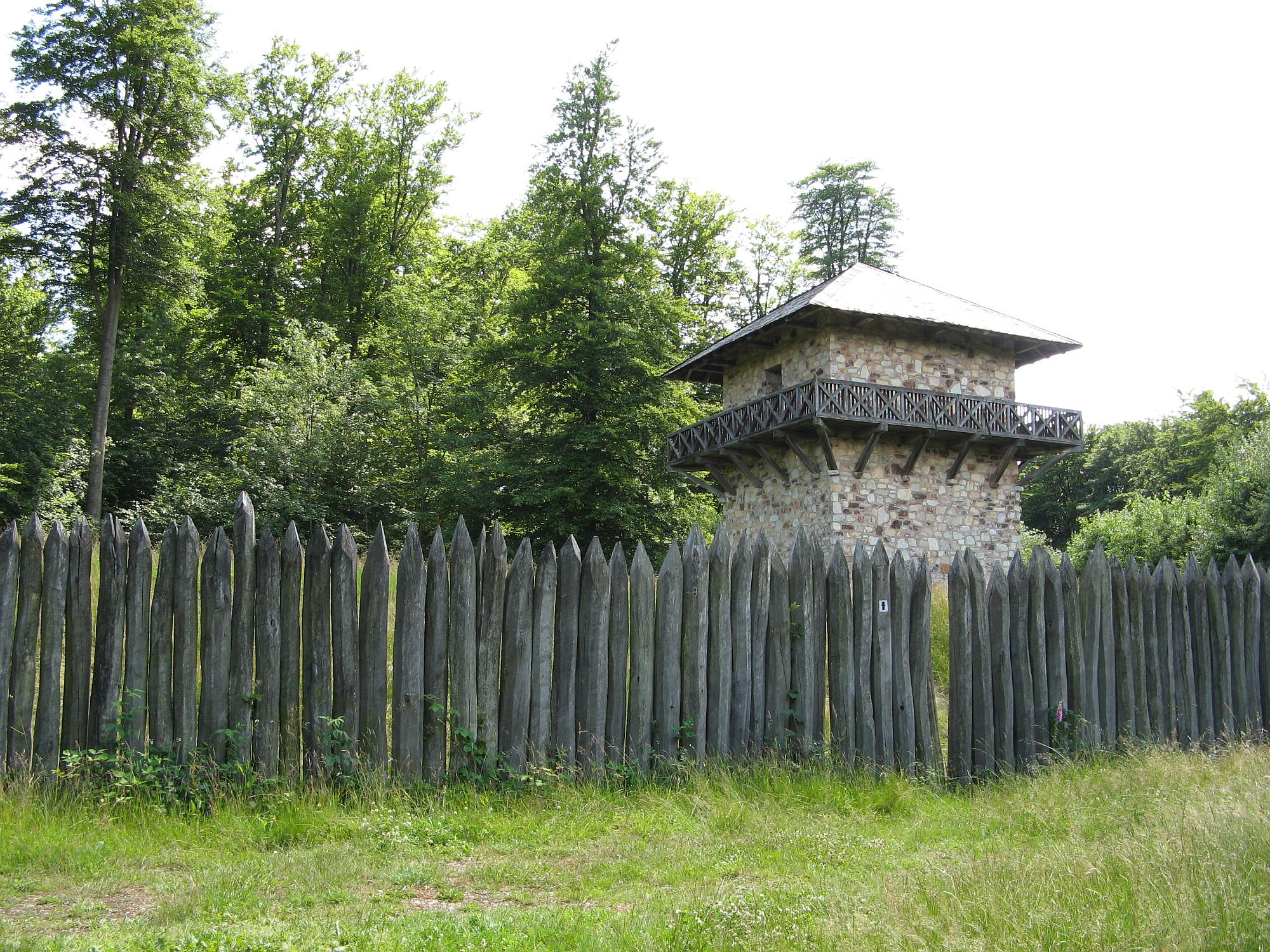
Reconstrucció d'una torre romana de vigilància del Limes, prop de Kastell Zugmantel, Taunus.

A l'època de l'emperador Hadrià la proporció d'italians en les legions havia caigut fins tan sols l'1%, i s'havia tornat habitual completar els destacaments de legionaris mitjançant les lleves locals. Això és probablement el resultat d'un canvi directe en les necessitats pel que fa al personal militar: a l'època d'Hadrià es va establir al voltant de la perifèria del territori imperial un sistema de defenses frontereres fixes (en llatí, llimis) amb la finalitat de consolidar les conquestes dutes a terme per Trajà. Aquest sistema exigia que les tropes quedessin establertes de forma permanent a les províncies, la qual cosa era una perspectiva molt més atractiva per als ciutadans nascuts a la regió que per a les tropes italianes. La majoria de les tropes de les legions a començament del segle iii procedien de la província relativament romanitzada (encara que no italiana) d'Il·líria. A mesura que avançaven els anys, més i més bàrbars (en llatí, barbari) rebien permís per establir-se dins el territori romà a canvi d'ajudar en la seva defensa. Com a resultat, un gran nombre de bàrbars i semibàrbars van ser admesos de manera gradual en l'exèrcit.
No obstant això, el fet que aquesta regionalització de les legions anés acompanyat d'una caiguda en el seu professionalisme és un fet discutit. Santosuosso argumenta que l'estricta disciplina dels dies de Mari s'havia acabat, però Alfoldi diu que les tropes d'Il·líria eren alhora valentes i guerreres, i Tàcit descriu als reclutes germans com si fossin mercenaris nats (en llatí, vivi ad arma nati). Sembla que la disciplina en les legions sí que es va flexibilitzar, a mesura que es va començar a donar permís als soldats per viure amb les seves dones a l'exterior dels recintes militars, i se'ls permetia adoptar un estil de vida més confortable que contrastava amb l'estricte règim militar d'anys anteriors. Tanmateix, això no certifica que es produís una reducció en l'efectivitat de les legions a causa de la gran ferocitat i alçada dels nous reclutes bàrbars.

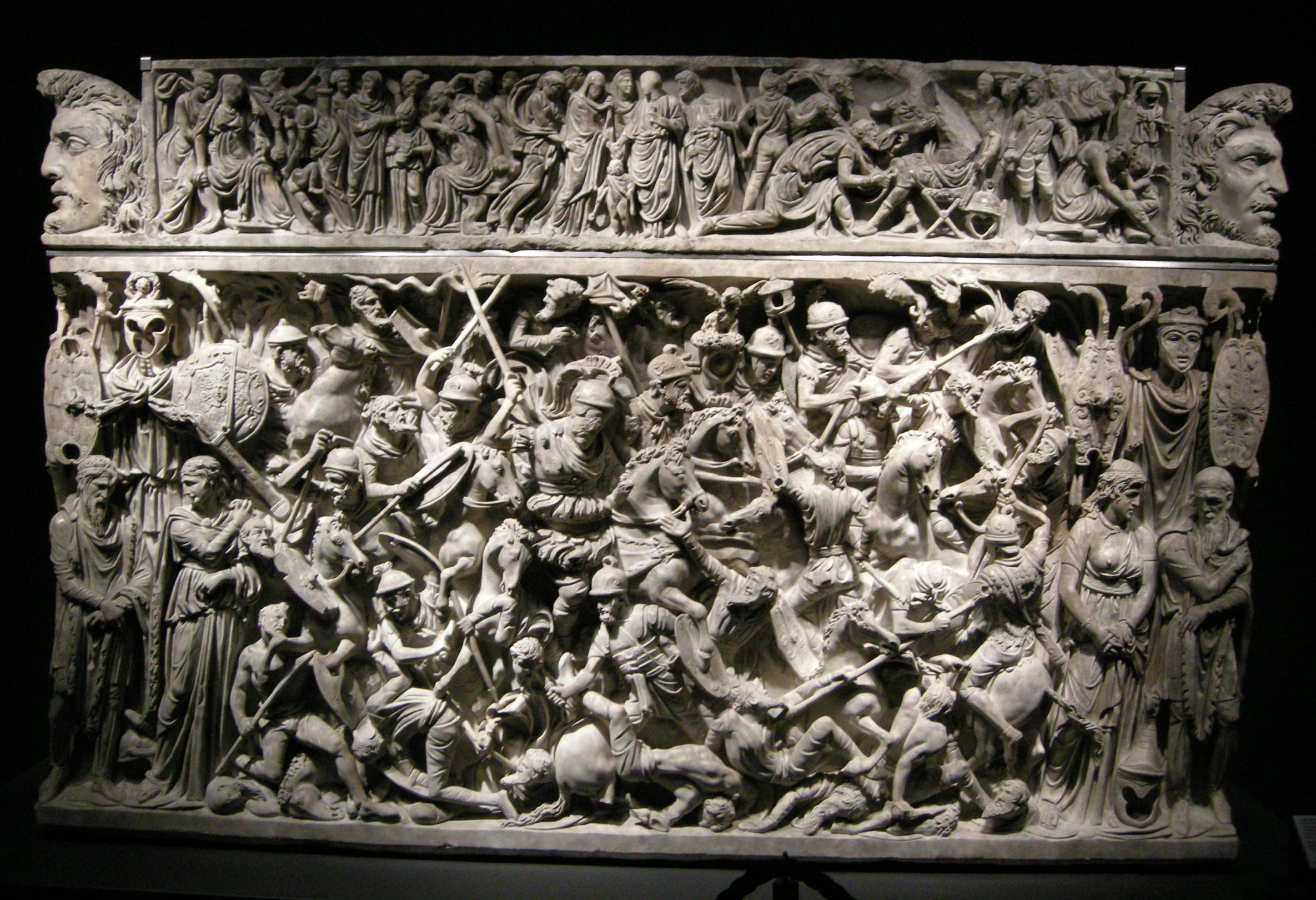
Sarcòfag d'un general romà en el qual es representa una escena de batalla entre soldats romans i les tribus germàniques al (aprox. 190). Palazzo Massimo alle Terme, Roma.

Soldats romans del lluitant contra tropes godes, representats en un sarcòfag romà contemporani (aprox. 250).

L'estil de l'exèrcit romà, però, estava ara condicionat pel cada vegada major nombre de reclutes de les regions, que portava a una barbarizació cada vegada més visible de les forces romanes al començament del període. La barbarizació dels rangs més baixos es complementava amb una barbarizació al mateix temps de l'estructura de comandament a mesura que els senadors romans, que tradicionalment havien estat la font de la qual procedien els comandants, eren exclosos de l'exèrcit. Pel 235 ascendeix al tron imperial Maximí el Traci. Aquest fet suposa una fita en la història de Roma, ja que encara que no es tractava de la primera ocasió en la qual el mateix emperador, el cap de l'exèrcit, fos un home nascut fora d'Itàlia (Trajà i Hadrià havien nascut a Hispània, Septimi Sever a l'Àfrica, Caracal·la a Gàl·lia, Elagàbal a Síria…), la família de Maximí no era d'origen romà en absolut, com que era el fill de dos bàrbars: pare got i mare alana.
La inclusió gradual de cada vegada un nombre més gran de tropes de diversos orígens dins de l'exèrcit romà va dur un pas més enllà amb la creació, al temps d'Hadrià, d'un nou tipus d'unitat afegida a les legions i a les auxiliars, i que seria coneguda com a numeri. Estava formada per cossos d'uns tres cents soldats irregulars, i eren reclutats de les províncies subjugades, així com dels ciutadans dels estats-clients o de més enllà dels límits fronterers de l'estat. Estaven menys equipats i menys romanizats que les tropes auxiliars, amb un pronunciat caràcter nacional, incloent-hi les vestimentes natives i els seus propis crits de guerra. La introducció dels numeri va ser la resposta a la necessitat de tropes barates, que fossin al mateix temps ferotges i amb una força equilibrada de cavalleria i infanteria lleugera. Estaven, per tant, molt menys armades i menys entrenades que els auxiliars o que les legions, encara que també s'utilitzaven algunes tropes irregulars natives d'elit. En qualsevol cas, les legions encara suposaven al voltant de la meitat de l'exèrcit romà en aquesta època.

## Crisis successives (238 – 284)

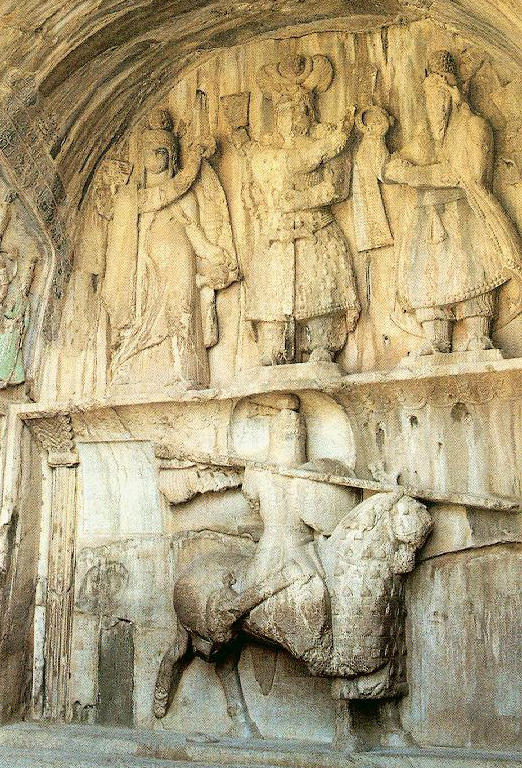
Relleu del representant un cavaller sassànida a Taq-i-Bostan, Iran. Aquest seria el model del catafractarii romà.

A l'època del Baix Imperi Romà, les forces enemigues tant a l'oest com a l'est eren «prou mòbils i fortes per trencar el perímetre defensiu [romà] en qualsevol eix seleccionat de penetració»; des del segle iii d'ara endavant, tant les tribus germàniques com els exèrcits perses van travessar les fronteres de l'Imperi Romà. En resposta, l'exèrcit romà va travessar una sèrie de canvis, si bé la majoria es van produir com una evolució o adaptació natural al canvi i no tant per reformes militars deliberades, com les que s'havien produït durant la República i al començament de l'imperi. Es va posar un gran èmfasi en l'habilitat de combat amb tots els tipus militars, com: l'artilleria de camp, les ballistae, de mà, arquers i dards.
Les forces romanes van incrementar la seva mobilitat de forma gradual, amb un soldat de cavalleria per cada tres d'infanteria, en comparació amb la proporció d'un a quaranta de començament de l'imperi. Addicionalment, l'emperador Gal·liè va dur a terme el pas revolucionari de crear regiments de cavalleria específics, separant-los dels regiments mixtos de cavalleria i infanteria que existien abans, incloent-hi catafractarii o clibanarii, scutarii, i la cavalleria legionària coneguda com a promoti. Col·lectivament, tots aquests regiments eren coneguts com a equites. Al voltant de 275, la proporció de catafractarii també s'incrementà.
No hi ha una opinió unívoca al voltant de quan exactament es va incrementar la proporció relativa de la cavalleria i en concret es discuteix especialment si les reformes de Gal·liè van ocórrer al mateix temps que es va incrementar la proporció de la cavalleria en la composició total de l'exèrcit o si es tracta de dos esdeveniments separats. Alfoldi sembla creure que les reformes de Gal·liè van ser contemporànies amb l'increment en el nombre de cavalleria i argumenta que, per a l'any 258, Gal·liè havia fet que la cavalleria fos la unitat predominant en l'exèrcit romà, substituint en aquest lloc el soldat d'infanteria pesant que havia dominat els exèrcits anteriors. Segons l'historiador Warren Treadgold, però la proporció de cavalleria no va canviar entre el començament del segle iii i el començament del segle iv.
A més, durant aquesta època, grups cada vegada més grans de bàrbars van començar també a assentar als territoris romans. Les tropes contractades perquè ajudessin a l'exèrcit romà ja no s'organitzaven com els antics numeri, sinó que ho feien de manera més similar a com ho farien els mercenaris nadius independents que serien coneguts com a tropes federades (en llatí, foederati). Encara que servien sota les ordres d'oficials romans, les tropes d'aquestes unitats estaven molt més barbaritzades que els numeri, i no estaven romanitzats ni en la seva estructura militar ni en la seva ideologia personal. A més, tampoc adquirien la ciutadania romana després del servei prestat. D'altra banda, a les tropes natives no se'ls permetia lluitar en bandes de guerra natives sota les ordres dels seus propis caps (cosa que més tard sí que passaria amb els foederati), sinó que es dividia les tropes en petits grups adherits a altres unitats romanes. Estaven, per tant, a mig camí entre els numeri, els quals s'intentava romanizar, i els foederati, que eren gairebé del tot independents.

## Comitatenses i limitanei (284 – 358)

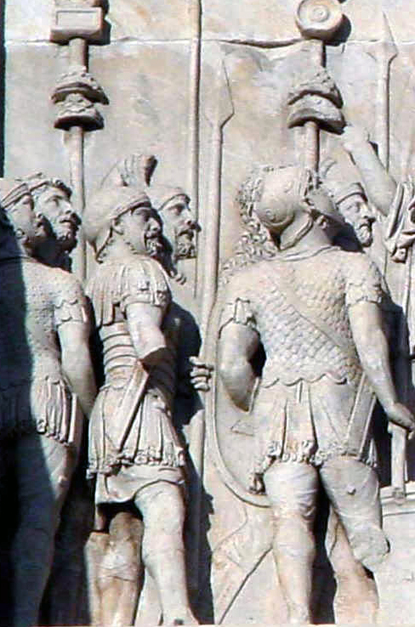
Soldats romans representats en un relleu de l'any 312 aproximadament, a l'Arc de Constantí, Roma. Un dels trets més cridaners dels soldats és que tots porten barba.

Més endavant en l'evolució de l'estructura de l'exèrcit romà, i quan va començar l'aplicació d'una sèrie de canvis a les tasques concretes de guàrdia de les fronteres (com passava en el cas de la Muralla d'Hadrià a Britànnia al segle II), emergiria una nova distinció entre tropes específiques de protecció fronterera i forces mòbils de reserva. Aquesta pràctica podria fins i tot remuntar-se fins a la darreria de la república, amb l'ús de les legions «provincials» i «d'emergència».
A l'època del Baix Imperi, les demandes de soldats per cobrir les necessitats frontereres, i les reserves estratègiques de força militar havien portat a la divisió de l'exèrcit en quatre tipus de tropes. Els destacaments fronterers estaven compostos per una milícia «establerta i hereditària» (en llatí, limitanei o riparienses) que estaven «lligats als seus llocs». A la rereguarda, d'altra banda, hi havia tropes amb una major mobilitat per al seu desplaçament als camps de batalla i que eren conegudes com a comitatenses, que es mantenien com a reserva estratègica. A més, en algun lloc intermedi entre aquests dos tipus de tropes, hi havia unes reserves més locals i de caràcter provincial conegudes com a cunei (cavalleria) i auxiliars (per aquesta època, fent referència només a la infanteria) que podrien haver evolucionat a partir de les unitats de cavalleria auxiliar d'èpoques anteriors.
Finalment, des de l'època de l'emperador Constantí el Gran, també hi va haver dues petites reserves centrals (en llatí, scholae) que es mantenien com a rereguarda estratègica fins i tot als comitatenses, cadascuna amb la presència dels emperadors d'Orient i Occident, respectivament. Creades i expandides des de les tropes que componien la guàrdia personal de l'emperador, aquests exèrcits centrals sembla que devers l'any 295 haurien arribat a una mida massa gran per a ser comptabilitzats com a meres guàrdies personals, tot i que encara eren massa petits per entaular campanyes de forma independent i sense suport dels legionaris o vexillationes.
Dels quatre tipus de tropes, les limitanei (guàrdies fronterers) s'han considerat generalment com les d'inferior qualitat, i la formaven majoritàriament milícies de soldats formades a partir dels camperols de la zona, eren molt inferiors tant a les antigues legions com a la seva contrapartida als exèrcits de camp.
Mentre que els limitanei havien de fer-se càrrec de les accions de patrullatge i de les incursions de baixa intensitat, el deure de respondre davant incidents més seriosos requeia sobre les tropes provincials. Finalment, quan es feia necessari contrarestar les incursions de major escala en el pla estratègic, es requeria l'actuació dels comitatenses o les tropes mòbils de camp, possiblement acompanyades pels scholae de l'emperador.
Tant les tropes frontereres com les de camp estaven compostes per una barreja d'infanteria i cavalleria tot i que el pes de la cavalleria era, d'acord amb algunes autoritats, gran en el cas dels exèrcits mòbils. Altres textos més antics, com l'edició de 1911 de l'Enciclopèdia Britànica, estableixen que l'exèrcit romà del baix imperi estava «marcat per la predominança de la cavalleria que caracteritzava els primers segles de l'edat mitjana», encara que molts autors recents creuen que la infanteria seguia sent predominant.
Hi ha alguna discrepància sobre si aquesta nova estructura militar es posà en pràctica sota el govern de l'emperador Dioclecià o si és de l'època de Constantí, atès que tots dos van reorganitzar l'exèrcit al final del segle iii i començament del IV fins a cert punt. Tant Dioclecià com Gal·liè, el seu predecessor durant trenta anys, podrien haver arribat a controlar les reserves mòbils estratègiques per ajudar les forces frontereres imperials. Potser Dioclecià o potser Constantí I expandiria aquesta força fins a constituir exèrcits permanents.
El reclutament entre els ciutadans romans, d'altra banda, s'havia vist molt minvat a conseqüència de diversos esdeveniments: d'una banda, s'havia produït una reducció de la població, juntament amb un increment molt nombrós en les categories de ciutadans eximits del servei militar, així com l'expansió del missatge pacifista cristià. Tots aquests factors conjunts van culminar amb «la retirada de la classe urbana de totes les formes d'activitat militar». En el seu lloc, gran part dels efectius de Roma es reclutaven ara d'habitants no italians que vivien a les fronteres de l'imperi, molts dels quals eren bàrbars o semi-bàrbars que s'havien assentat recentment a terres de l'imperi, incloent-hi diverses colònies de: carps, bastarnes i sàrmates.
Encara que les unitats descrites com legions van existir fins al segle v, tant a les fronteres com en els exèrcits mòbils, el sistema legionari era molt diferent del que hi va haver a l'època del principat i del començament de l'imperi. Si bé el terme legió continuava utilitzant-se, no és clar exactament quan va canviar l'estructura i el rol de les legions. En algun moment entre els segles iii i iv, en qualsevol cas, el rol de les legions com a infanteria pesant d'elit va ser reduït de forma substancial i podria haver-se evaporat completament.
En el seu lloc, aquestes «legions» que encara existien no es componien ja exclusivament de ciutadans romans (i potser amb prou feines hi hagués cap entre les seves files). Dioclecià o Constantí va reorganitzar l'exèrcit en unitats d'infanteria més petites que, d'acord amb algunes fonts, podrien haver anat armades de forma més lleugera que les antigues legions. El seu armament més lleuger podria haver estat perquè «no hagueren consentit implicar tant de pes d'armadura com els antics legionaris» o, com va passar almenys en un esdeveniment registrat, perquè els fos prohibit pel seu general el fet de portar armadures més pesades que reduïen la seva mobilitat.
Les legions del segle iv a vegades eren només un sisè de la mida original de les legions imperials, i anaven armades solament amb una combinació de llances, arcs, fones, dards i espases, resultat d'un èmfasi major contemporani en la lluita a distància.
Constantí va incrementar encara més la proporció de tropes germàniques en l'exèrcit regular, i el seu impacte fou tan gran que fins i tot els legionaris van començar a vestir-se de la manera germànica.

## Adopció d'aliats bàrbars (358 – 395)
A la fi del segle iv l'imperi tenia una deficiència crònica quan a la seva capacitat de reclutar suficients tropes entre la seva pròpia població. Com a alternativa, l'increment d'impostos interns s'utilitzava cada vegada més per pagar als reclutes bàrbars. Els romans, en alguns moments, havien reclutat soldats no romans individuals per formar a les unitats militars regulars. No obstant això, l'any 358 aquesta pràctica es va accelerar mitjançant l'adopció a gran escala de tots els francs dintre de l'imperi, cosa que permetia accedir a una gran base de població que reclutar. En contraprestació per permetre establir-se com foederati al nord de la Gàl·lia, a prop del Rin, els francs tindrien l'obligació de defensar les fronteres de l'imperi al seu territori i de proveir tropes perquè prestessin el servei militar com a unitats romanes.
El 376 un gran contingent de gots va sol·licitar a l'emperador Valent el seu permís per establir-se al sud del riu Danubi en termes similars als acordats amb els francs. Els gots també van ser admesos a l'imperi en qualitat de foederati, tot i que es van rebel·lar més tard aquell mateix any, el que va portar a un enfrontament que va acabar amb l'aclaparadora derrota dels romans en la Batalla d'Adrianòpolis. Les greus pèrdues que va patir l'exèrcit romà durant la batalla van causar, irònicament, que l'Imperi Romà es veiés obligat a recolzar-se encara més en les tropes de foederati com a suport a les seves pròpies.
El 382 la pràctica es va estendre de forma radical quan les tropes federades van ser reclutades en massa com a contingents aliats de tropes laeti i foederatii separades de les unitats romanes existents.
La grandària i composició de les forces aliades dels bàrbars, però, encara es discuteix. Santosuosso argumenta que els regiments de foederati estaven compostos en la seva majoria per cavalleria i que eren reclutats de forma temporal per a campanyes específiques i, en alguns casos, com addició permanent a l'exèrcit. L'historiador Hugh Elton, per la seva banda, creu que la importància dels foederati s'ha sobreestimat en els relats tradicionals d'historiadors com AHM Jones. Elton defensa que la majoria dels soldats eren probablement ciutadans romans no italians, mentre que Santosuosso creu que la majoria de tropes eren gairebé amb certesa d'origen bàrbar.

## Col·lapse de l'Imperi Romà d'Occident i supervivència d'Orient (395 – 476)

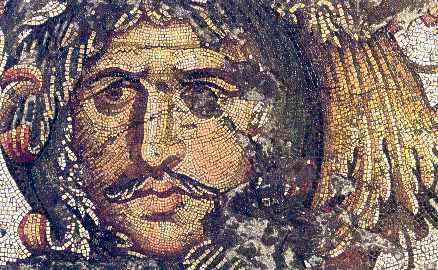
Mosaic representant el que es creu que és un líder got. Els gots eren emprats pels romans com a foederati al.

L'exèrcit mòbil compost pels no federats i conegut com els comitatenses va ser finalment dividit en diversos exèrcits més petits. En la nova estructura militar hi havia un exèrcit central sota el control directe de l'emperador, conegut com a comitatense, palatina o praesental, i diversos exèrcits regionals. Els historiadors Santosuosso i Vogt coincideixen en el fet que més tard aquests exèrcits s'anirien degradant per esdevenir unitats de guarnició similars als limitanei, que van suplementar o reemplaçar. Al segle v una significativa porció de la força militar de l'Imperi Romà d'Occident descansava en els mercenaris bàrbars coneguts com a foederati.
A mesura que avançava el segle v, moltes de les fronteres originals de l'imperi havien estat completament o parcialment despullades de tropes per poder reforçar l'exèrcit central; i algunes àrees com Britànnia s'havien acabat abandonant completament per la impossibilitat material de defensar-les. El 395, l'Imperi Romà d'Occident tenia diversos exèrcits regionals a Itàlia, Iliria, Gàl·lia, Britànnia i Àfrica, i uns dotze exèrcits fronterers. Per a l'any 430, es van establir dos exèrcits més, un a Hispània i un altre a Tingitania, però els romans havien perdut el control de Britànnia i de bona part de la Gàl·lia, Hispània i Àfrica. Al mateix període, l'Imperi Romà d'Orient tenia dos exèrcits mòbils En la presència de l'emperador (a Constantinoble), tres exèrcits regionals (a l'est, a Tràcia i en Iliria) i quinze exèrcits fronterers.
A mesura que les tropes romanes es van estendre i diluirn al llarg de la seva gran frontera, el territori de l'imperi continuava reduint en grandària. Les bandes de bàrbars van començar a penetrar cada vegada més a través de les fronteres més vulnerables de l'imperi. Es van convertir en invasors al mateix temps que en colonitzadors. El 451, els romans van ser capaços de derrotar Àtila l'Hun, però només amb l'ajuda d'una confederació de tropes entre les quals s'incloïen efectius aportats pels visigots i els alans.
Les onades d'invasions bàrbares van continuar, algunes de les quals van arribar fins i tot fins al cor d'Itàlia, fins que les fronteres de l'Imperi Romà d'Occident van acabar per col·lapsar-se. Simultàniament, les tropes bàrbares que es trobaven a sou de Roma van passar a «un estat de turbulències i revoltes gairebé contínues» des de l'any 409 i endavant. El 476 aquests exèrcits acabarien destronant Ròmul Augústul, l'últim emperador de l'Imperi Romà d'Occident.
L'Imperi Romà d'Orient va continuar en peu, i l'exèrcit i l'armada naval romana d'Orient va continuar defensant fins a la seva caiguda el 1453.

### Obres primàries
- Titus Livi, Historia de Roma des de la seva fundació a Wikisource (copia: Book 1 as The Rise of Rome, Oxford University Press, 1998, ISBN 0-19-282296-9).
- Ammià Marcel·lí, Res Gestae a Fine Corneli Taciti a The Latin Library.
- Notitia Dignitatum a la Bibliotheca Augustana de la Universitat de Ciències Aplicades d'Ausburg.
- Polibi, Historias a Lacus Curtius (copia: Harvard University Press, 1927. Traducció a l'anglès por W. R. Paton).
- Tàcit, Anales a Wikisource.

### Obres modernes
- Alfoldi, Andrew. «The Crisis of the Empire (AD 249–270)». A: The Cambridge Ancient History Vol. XII: The Imperial Crisis and Recovery (AD 193–324) (en anglès).  S A Cook et all (eds.), p. 208. ISBN 0-521-30199-8.
- Boack, Arthur. A History of Rome to 565 A.D (en anglès).  The MacMillan Company, 1957.
- Campbell, Brian. The Army, a The Crisis of Empire, AD 193–337, a: The Cambridge Ancient History, Second Edition, Vol. XII (en anglès). ISBN 0-521-30199-8.
- Cary, Max; Scullard, Howard. A History of Rome (en anglès).  The MacMillan Press Ltd, 1979. ISBN 0-333-27830-5.
- Elton, Hugh. Warfare in Roman Europe AD 350–425 (en anglès).  Oxford University Press, 1996. ISBN 0-19-815241-8.
- Gabba, Emilio. Republican Rome, The Army and The Allies (en anglès).  University of California Press, 1976. ISBN 0-520-03259-4.
- Gibbon, Edward. The Decline and Fall of the Roman Empire (en anglès).  Penguin Books, 1985. ISBN 0-14-043189-6. (Edición online).
- Goldsworthy, Adrian. In the Name of Rome: The Men Who Won the Roman Empire (en anglès).  Weidenfield and Nicholson, 2003. ISBN 0-297-84666-3.
- Grant, Michael. The History of Rome (en anglès).  Faber and Faber, 1993. ISBN 0-571-11461-X.
- Hassall, Mark. «The Army». A: The High Empire, AD 70–192 (en anglès).  The Cambridge Ancient History Second Edition, Vol. XI. ISBN 0-521-26335-2.
- Heather, Peter. The Fall of the Roman Empire: A New History (en anglès).  Macmillan Publishers, 2005. ISBN 0-330-49136-9.
- Martin, J; Jones, Arnol Hugh. The Later Roman Empire (en anglès).  Johns Hopkins University Press, 1964. ISBN 0-8018-3285-3.
- Luttwak, Edward. The Grand Strategy of the Roman Empire (en anglès).  Johns Hopkins University Press, 1976. ISBN 0-8018-2158-4.
- Mattingly, David. An Imperial Possession—Britain in the Roman Empire (en anglès).  Allen Lane, 2006. ISBN 0-14-014822-1.
- Matyszak, Philipp. The Enemies of Rome (en anglès).  Thames and Hudson, 2004. ISBN 0-500-25124-X.
- Pallottino, Massimo. The Etruscans (en anglès).  Penguin Books, 1975. ISBN 0-253-32080-1.
- Runciman, Steven. The Fall of Constantinople: 1453 (en anglès).  Cambridge University Press, 1965. ISBN 0-521-39832-0.
- Santosuosso, Antonio. Storming the Heavens: Soldiers, Emperors and Civilians in the Roman Empire (en anglès).  Westview Press, 2001. ISBN 0-8133-3523-X.
- Smith, Richard Edwin. Service in the Post-Marian Roman Army (en anglès).  Manchester University Press, 1958. ASIN B0000CK67F.
- Southern, Pat; Dixon, Karen. The Late Roman Army (en anglès), 1996. ISBN 0-415-22296-6.
- Treadgold, Warren. Byzantium and its Army (en anglès).  Stanford University Press, 1995. ISBN 0-8047-3163-2.
- Vogt, Joseph. The Decline of Rome (en anglès).  Weidenfeld, 1993. ISBN 0-297-81392-7.
- Webster, Graham. The Roman Imperial Army (en anglès).  Barnes and Noble Books, 1969. ISBN 0-7136-0934-6.